# 临终关怀

印度的一家醫院的醫療人員商議如何為病者提供臨終關懷

臨終關懷 (英語：End-of-life care，縮寫作 EOLC 或 EoLC) 是指提供給即將死亡的個人的醫療保健服務，服務內容的面向包括心智和情緒需求、身體安適、靈性需求和實際任務的護理和支持。
EoLC 最常在家中、醫院或長期照護機構中被提供，由家庭成員、護理人員、社工、醫師和其他支援人員提供照護。一些機構也可能有緩和照顧或安寧病房團隊，提供臨終關懷服務。 關於臨終關懷的決定通常會包含有關醫療、財務和道德的考慮。
在大多數已開發國家，人們生命最後12個月的醫療支出約佔其一生總醫療支出10%，而其生命最後3年的醫療支出可能佔其一生總醫療支出達25%。

## 醫療護理

#### 預立醫療照護諮商
過去幾十年的醫學進步提供了更多延長生命的選擇，並突顯了確保個人在臨終護理中偏好與價值觀的重要性。預立醫療照護諮商（advance care planning, ACP）提供任何年齡的個體能夠表達其偏好，並確保未來的醫療決策符合其個人價值觀與生活目標。
預立醫療照護諮商通常是持續性的，包括與患者討論當前的預後及病情，並且交流對醫療決定上的兩難和治療選項。患者通常會與其醫生進行這些對話，最終將該患者的偏好記錄在醫護事宜預立醫囑（Advance Health Care Directive, AHCD）中。醫護事宜預立醫囑是一種法律文件，用於記錄患者對治療的決定，或指定由誰代表其進行醫療決策。主要的預先指示類型包括生前遺囑和醫療法定代理人。生前遺囑記錄患者對未來護理的決策，多數內容涉及復甦和生命支持的選擇，也可能涵蓋對住院、疼痛控制及其他特定治療的偏好。生前遺囑通常在患者處於末期病況且康復機率低時生效。而醫療法定代理人允許患者指定某人，根據特定情境替代其做出醫療決策。一些指引結合了生前遺囑與醫療法定代理人的特性，正在逐漸被採用。
預立醫療照護諮商通常包括對心肺復甦術（CPR）、營養供應方式（如管餵）以及是否使用機器維持呼吸、心臟或腎臟功能的偏好選項。多項研究表明，完成預立醫療照護諮商的患者在溝通滿意度方面有所提升，並減少了臨床醫師的壓力。然而，關於患者的具體結果改善，仍缺乏實證數據，這是由於進階醫療計畫的構成和結果測量的差異所致。儘管如此，進階醫療計畫仍是一項未被充分利用的工具。研究人員提出以新型基於關係的支援決策模型，來提升其使用率並最大化其效益。

## 中国大陸
美国人梅学良（Eric Miller）与妻子李若霞在参加2010年美国友爱会创立100周年活动中，与山西阳泉友爱医院院长李有权相识。2012年他们在山西阳泉开始从事临终关怀工作。2018年，医院在中国率先注册成立“临终关怀科”。